# Ōtama
Ōtama (大玉村?) è un villaggio giapponese della prefettura di Fukushima.